# Gonocephalus mjobergi
Gonocephalus mjobergi là một loài thằn lằn trong họ Agamidae. Loài này được Smith mô tả khoa học đầu tiên năm 1925.